# ナカダ文化
座標: 北緯25度57分00秒 東経32度44分00秒 / 北緯25.95000度 東経32.73333度
ナカダ文化（ナカダぶんか、Naqada culture）は、銅器時代古代エジプト（紀元前4400-3000年）、現在のケナ県ナカダ（Naqada）の文化である。

## 年代

### ナカダ1期
- ナカダ1期（Naqada I）：紀元前4400-3500年
  - 彩色された陶器
  - ヌビア、リビア砂漠のオアシス、東地中海域（Eastern Mediterranean）と貿易[1]
  - エチオピア産黒曜石[2]
  - レバノン杉[3]

### ナカダ2期
- ナカダ2期（Naqada II）紀元前3500-3200年
  - エジプト全域
  - 泥灰土（marl）製陶器、 金属加工術　　
  - レバノン杉[4]

### ナカダ3期
- ナカダ3期（Naqada III）紀元前3200-3000年
  - 副葬品
  - 円筒状の容器
  - 文字

ギャラリー
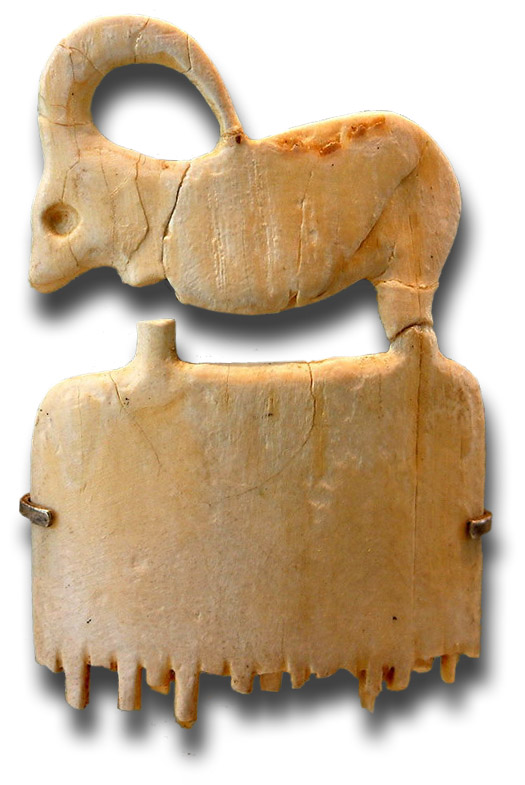
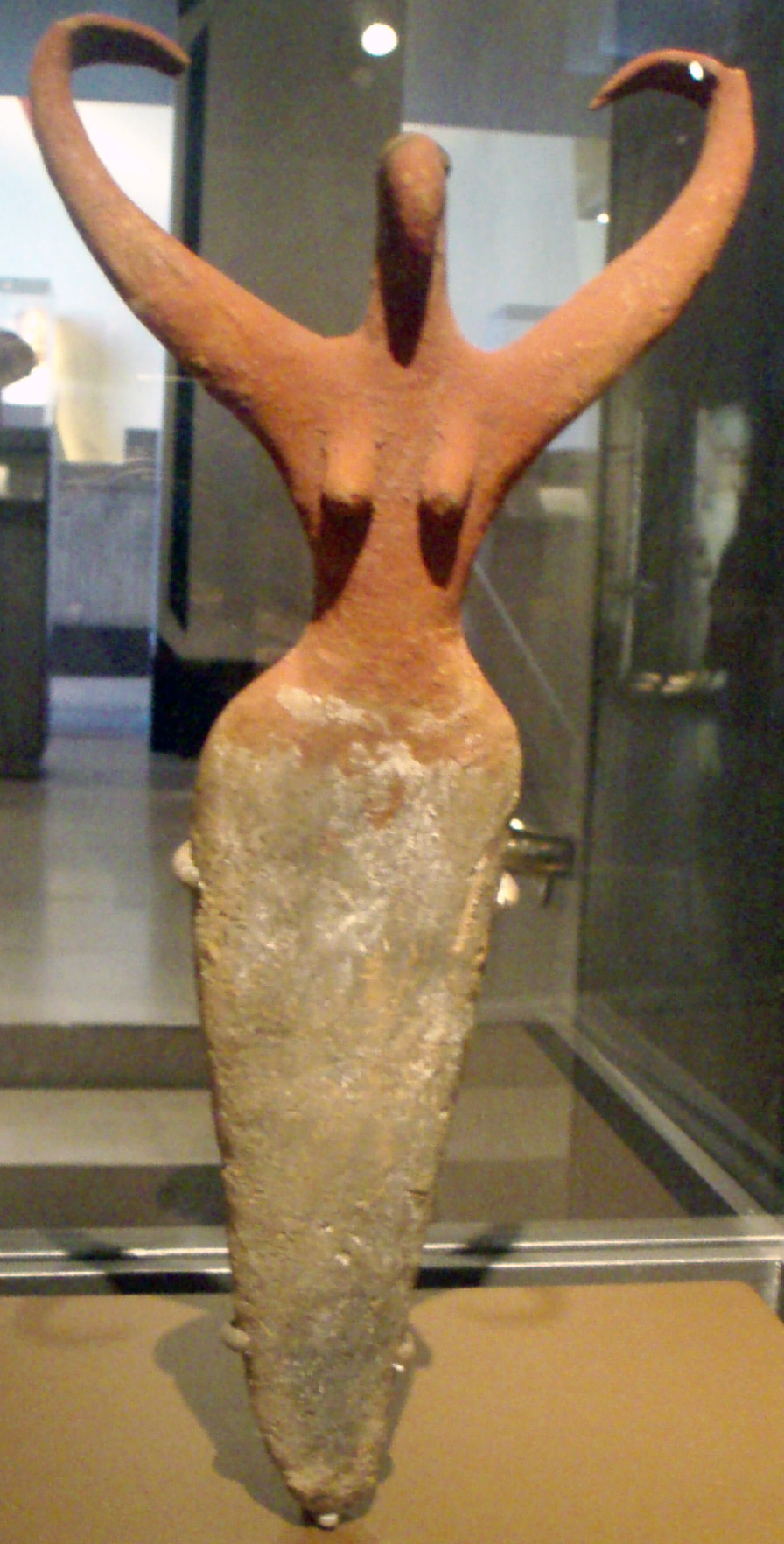
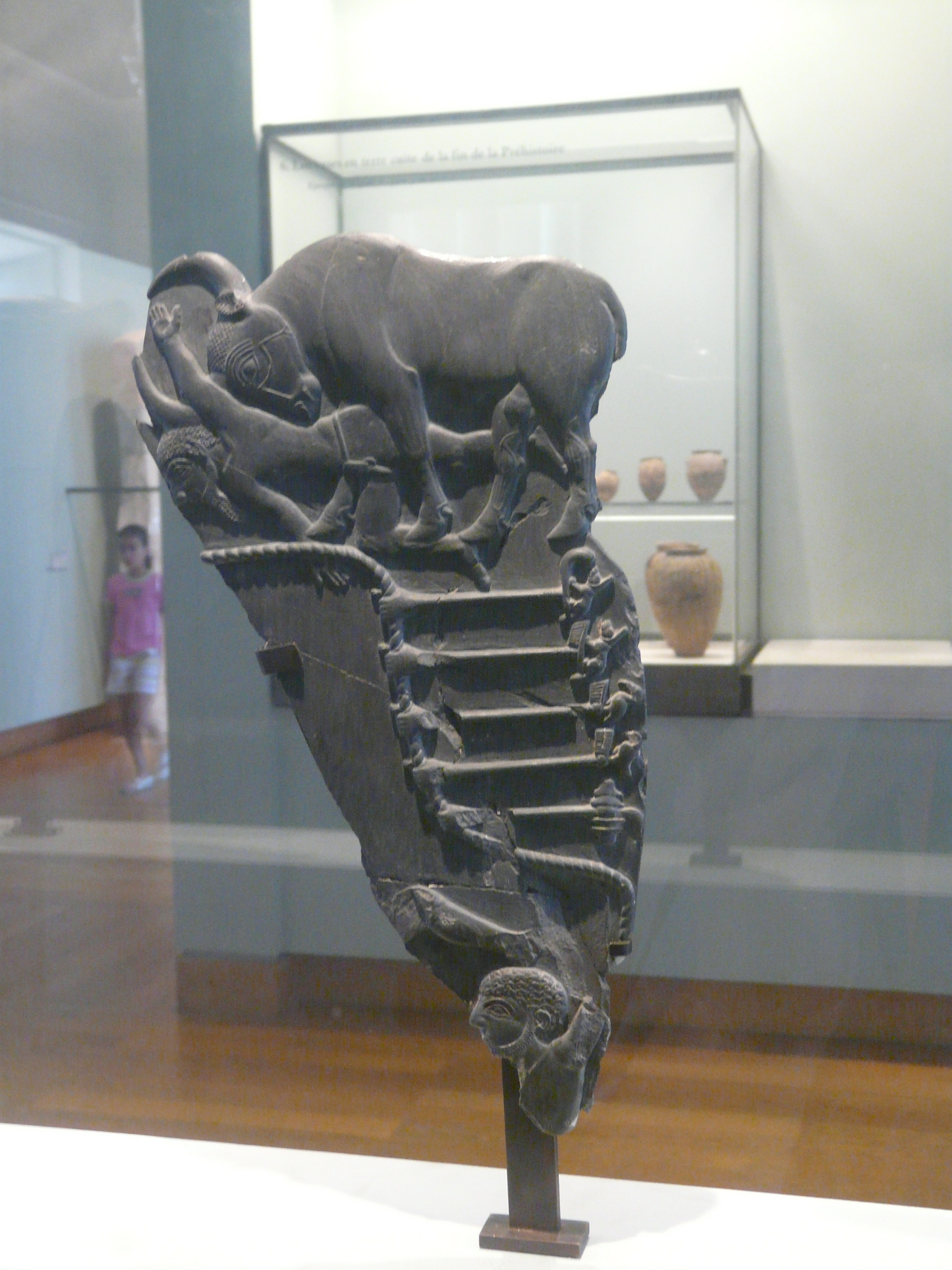
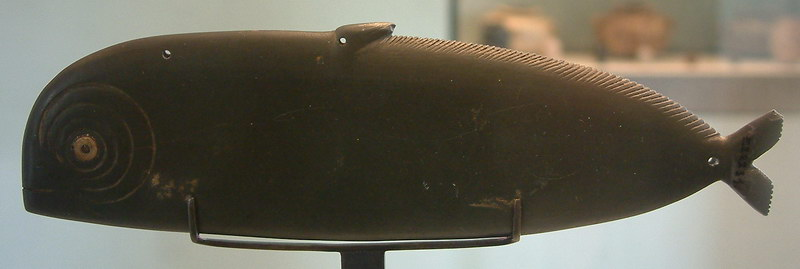